# Echer

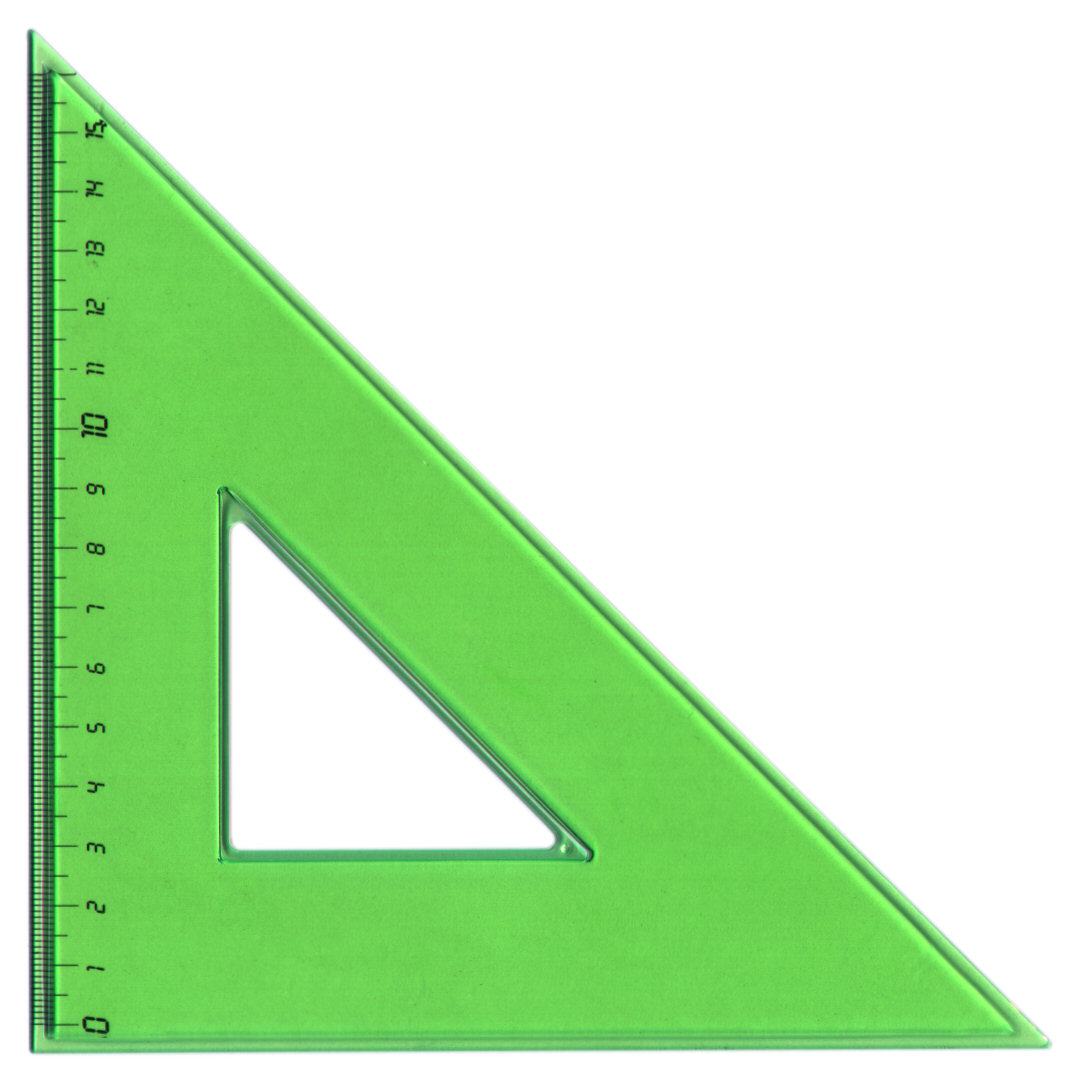
Echer fabricat din plastic

Un echer este un instrument de măsură și desen alcătuit din două părți liniare îmbinate în unghi drept și care servește la trasarea și la verificarea unghiurilor drepte și a perpendicularității a două drepte. Are forma de triunghi dreptunghic.